# McKee (Kentucky)
McKee es una ciudad ubicada en el condado de Jackson en el estado estadounidense de Kentucky. En el Censo de 2010 tenía una población de 800 habitantes y una densidad poblacional de 132,57 personas por km².

## Geografía
McKee se encuentra ubicada en las coordenadas 37°25′49″N 83°59′18″O / 37.43028, -83.98833. Según la Oficina del Censo de los Estados Unidos, McKee tiene una superficie total de 6.03 km², de la cual 6.03 km² corresponden a tierra firme y (0%) 0 km² es agua.

## Demografía
Según el censo de 2010, había 800 personas residiendo en McKee. La densidad de población era de 132,57 hab./km². De los 800 habitantes, McKee estaba compuesto por el 98.88% blancos, el 0.13% eran afroamericanos, el 0% eran amerindios, el 0.13% eran asiáticos, el 0% eran isleños del Pacífico, el 0% eran de otras razas y el 0.88% pertenecían a dos o más razas. Del total de la población el 0.38% eran hispanos o latinos de cualquier raza.